# Livingstone (Zambia)
Livingstone es una ciudad de Zambia. Es la capital de la provincia del Sur y fue capital histórica de Rodesia del Norte. Según el censo del año 2005 contaba con aproximadamente 110.000 habitantes. Es conocida por sus casas coloniales y su cercanía a las cataratas Victoria, escasos 10 km hacia el norte.

## Historia
En los alrededores de Livingstone ya había asentamientos importantes antes de la llegada de los colonos británicos, que fundaron aquí el primer municipio del país en 1897. Su nombre se debe al misionero y explorador británico David Livingstone, primer europeo en ver las cataratas Victoria. 
En la década de 1890, con la llegada del ferrocarril, Livingstone comenzó a industrializarse. Igualmente, en los últimos años se ha destacado como el principal destino turístico del país por su cercanía a las cataratas.